# Tephrina pallidaria
Tephrina pallidaria är en fjärilsart som beskrevs av Le Cerf 1924. Tephrina pallidaria ingår i släktet Tephrina och familjen mätare. Inga underarter finns listade i Catalogue of Life.